# Erbi(III) chloride
Erbi(III) chloride là một hợp chất vô cơ của erbi(III) với axit chlorhydric có công thức hóa học ErCl3. Dạng khan của chất này tồn tại dưới dạng một chất rắn màu tím được sử dụng để điều chế kim loại erbi.

## Tính chất
Hợp chất cũng được tìm thấy dưới dạng ngậm nước hexahydrat, có dạng tinh thể màu hồng, số CAS là 10025-75-9. Nó có đặc tính thú vị là màu hồng rất mạnh dưới ánh sáng từ đèn huỳnh quang, như thể thấy từ hình ảnh.
Erbi(III) chloride khan được hình thành từ hexahydrate bằng cách đun nóng trong hợp chất ngậm nước này trong một môi trường clo hóa mạnh, chẳng hạn như trong khí clo hoặc hydro chloride; nếu không thì sẽ hình thành các hợp chất erbi(III) oxychloride, ErOCl. Một cách điều chế khác là cho Er2O3 phản ứng với lượng dư NH4Cl nhằm tạo ra muối trung tính (NH4)3ErCl6 cộng với cả amonia và nước. Muối này ổn định trong quá trình thủy phân và có thể được phân hủy bằng nhiệt dưới chân không để tạo ra erbi(III) chloride khan với sự mất amonia và HCl trong khí.
Hợp chất này phản ứng với kiềm để tạo thành erbi(III) hydroxide:
ErCl3 + 3 MOH → Er(OH)3↓ + 3 MCl

## Hợp chất khác
ErCl3 còn tạo một số hợp chất với CO(NH2)2, như ErCl3·6CO(NH2)2 là chất rắn màu hồng, D = 1,89 g/cm³.